# Begonia radicans
Begonia radicans là một loài thực vật có hoa trong họ Thu hải đường. Loài này được Vell. mô tả khoa học đầu tiên năm 1831.